# 이지방 (1622년)
이지방(李之芳, 1622년 9월 22일 ~ 1649년 12월 18일)은 청나라의 관료이다. 자(字)는 업원(鄴園)이고 시호는 문양(文襄)이다. 오삼계(吳三桂) 등이 일으킨 삼번의 난을 평정하는 데 공을 세웠다.
1622년 산둥성 무정주에서 태어났다. 1642년(숭정 15년) 중과거에 합격하고 그해 청나라군이 북경을 장악하고 입관했다. 1647년(순치 4년) 개과에 응시하여 합격, 진사가 되었다. 바로 관직에 나가 절강성의 김화부추관이 되었다가, 형부주사, 형부낭중을 거쳐 광서도, 호광도의 감찰어사가 되었으며 뒤에 승진하여 이부우시랑, 병부좌시랑 겸 도체찰원 좌부총어사 등을 역임했다. 1673년(강희 12년) 병부시랑에서 이경하여 절강성총독으로 군무를 맡았다. 이때 그는 오삼계의 측근 경정충의 군대를 맞아 싸웠다.
1682년(강희 21년) 가을 항주로 갔다가 입경하여 병부상서, 이부상서를 거쳐 1687년(강희 26) 문화전대학사(文華殿大學士) 겸 이부상서를 역임했다. 1694년(강희 33년) 집에서 사망하여 문양공의 시호가 추서되었다. 1733년 현량사에 배향되었다. 태자태보에 추증되었다가 뒤에 가증, 개직되어 소보 문화전대학사 겸 이부상서로 추증되었다.

## 저서
- 《청사고》(淸史稿)
- 《이문양공시집》(李文襄公詩集)

## 같이 보기
- 여국주
- 삼번의 난
- 오배
- 이자성
- 강희제